# Quartiers Centre (Orléans)
Pour les articles homonymes, voir Quartier Centre.
Les quartiers Centre d'Orléans sont des quartiers situés dans le Loiret en région Centre-Val de Loire.

## Géographie

### Situation
Les quartiers se situent au centre d'Orléans, sur la rive droite de la Loire. L'hypercentre ou centre historique, est encadré par les faubourgs suivant l'ancien tracé des remparts d'un côté et la Loire de l'autre.

### Transports
Les lignes A et B du tramway d'Orléans desservent le centre de la ville.

#### Bus
Les  lignes L et O dessert aussi le centre-ville .

## Description
La ville possède deux centres commerciaux en centre-ville : Place d'Arc (31 000 m2, 65 boutiques) et les Halles Châtelet (50 boutiques). Le centre-ville relève de la zone Orléans-Centre, qui comprend la cathédrale Sainte-Croix ainsi que les paroisses : Saint-Donatien, Saint-Paterne, Saint-Pierre-du-Martroi, Saint-Aignan, Sainte-Jeanne-d'Arc, Saint-Paul-Notre-Dame-des-Miracles, Saint-Laurent, Notre-Dame-de-Recouvrance et Saint-Vincent. Les quartiers comptent 17 000 habitants et se composent des quartiers :

### Bourgogne - République
Il a été entièrement réhabilité et comporte un secteur piétonnier. L'expansion de la zone piétonne nouvellement pavée, la modification de la place de la Loire, les animations sur les quais permettent de le rendre plus attractif et dynamique. De nombreux marché, terrasses, enseignes, musées ornent le centre. Le festival de Loire est un rassemblement de la marine fluviale organisé biannuellement, fin septembre, par la municipalité d'Orléans sur les quais de la Loire  depuis 2003.

### Carmes - Bannier
Le quartier dispose de la ZAC de Carmes - Madeleine. Il accueille 5,3 hectares d'équipements d’enseignement supérieur et étudiants et est dans la continuation de la requalification du centre. La place du Cheval Rouge a été totalement embellie et a subi une transformation avec la création d'un parking souterrain. Le déplacement de l'Hôpital Porte-Madeleine et l'émergence de la 2e ligne de tram ont aussi modifié le secteur.

## Galerie

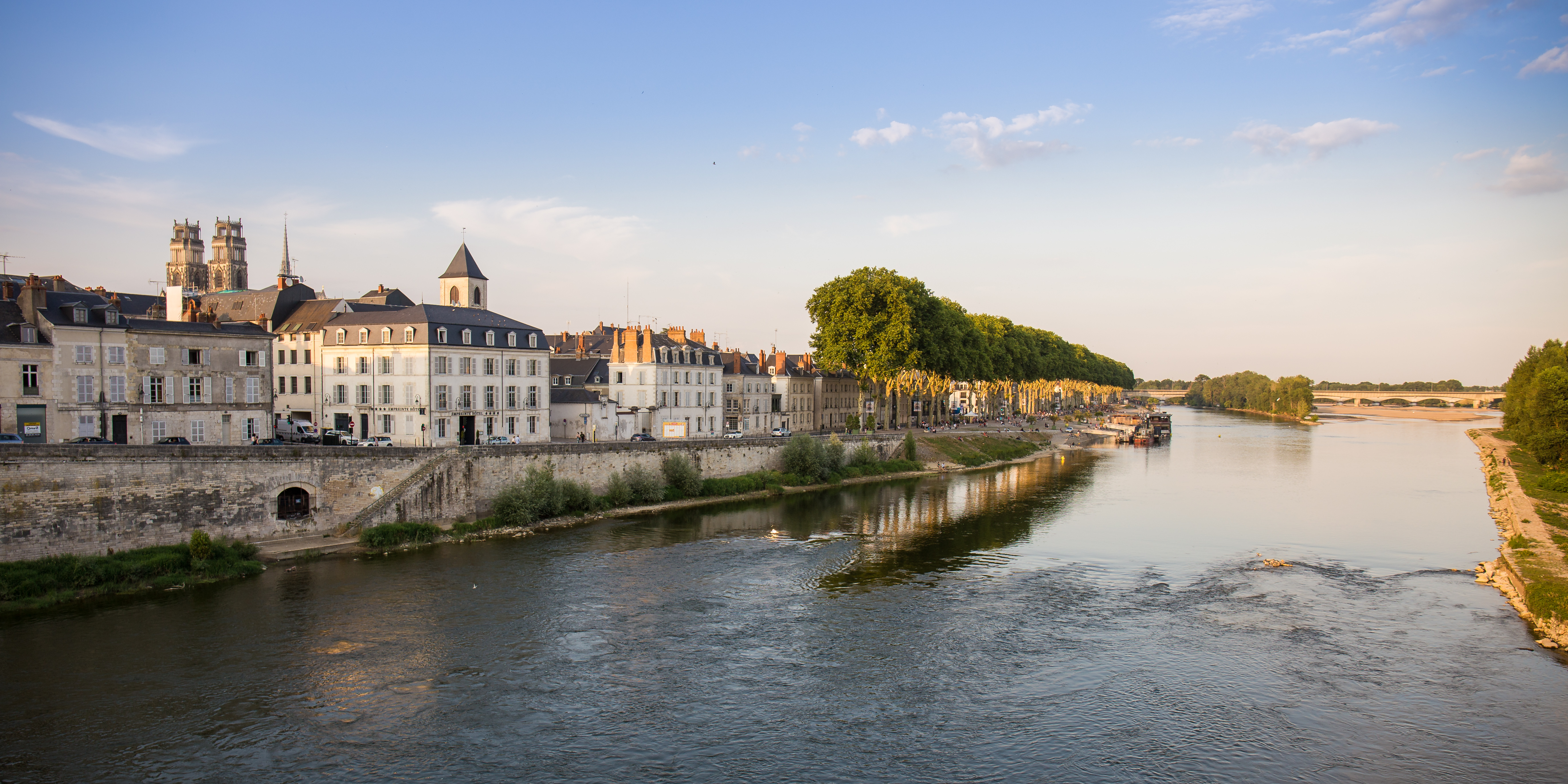
La Loire au centre d'Orléans.
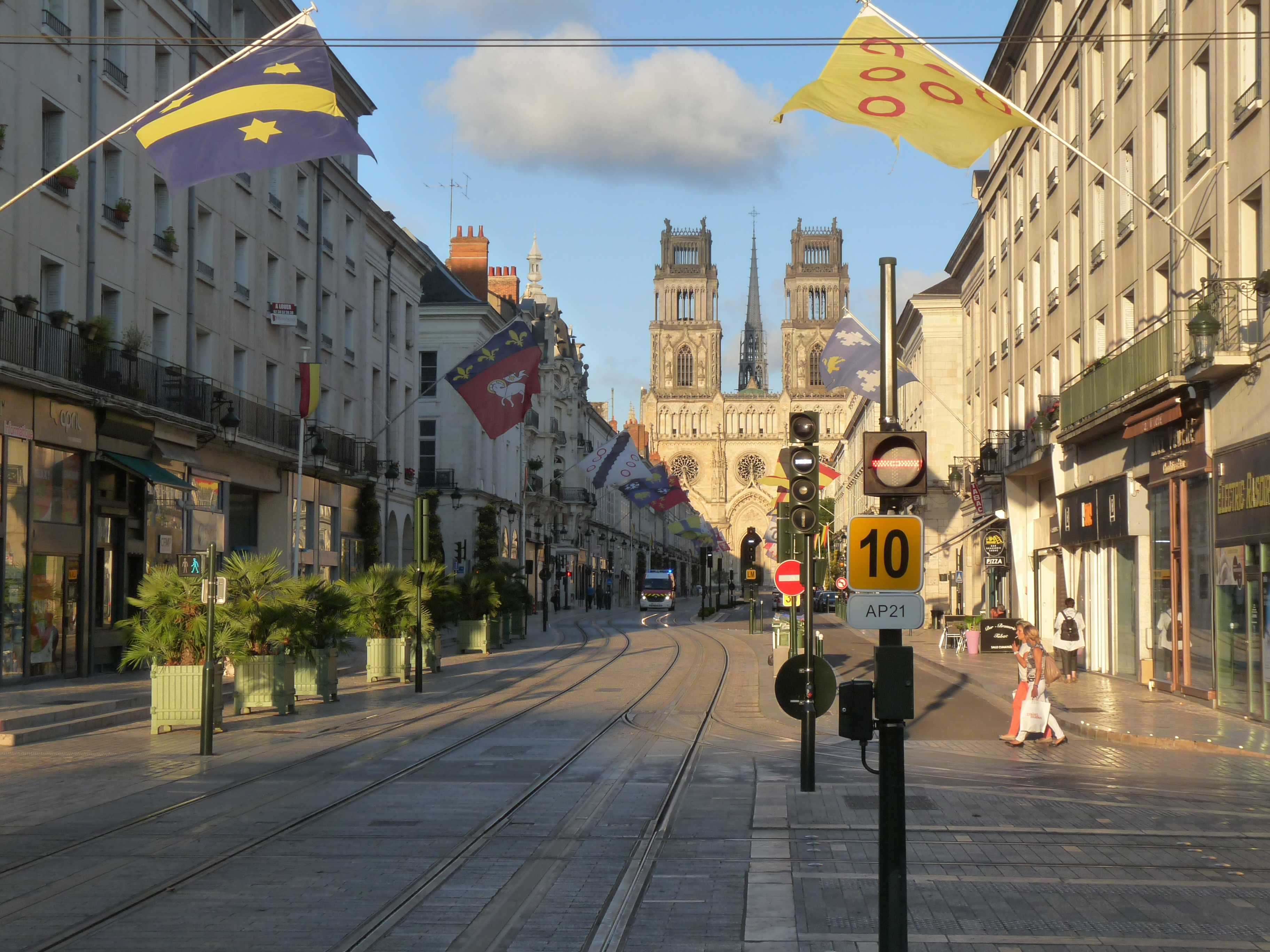
Rue Jeanne d'Arc.
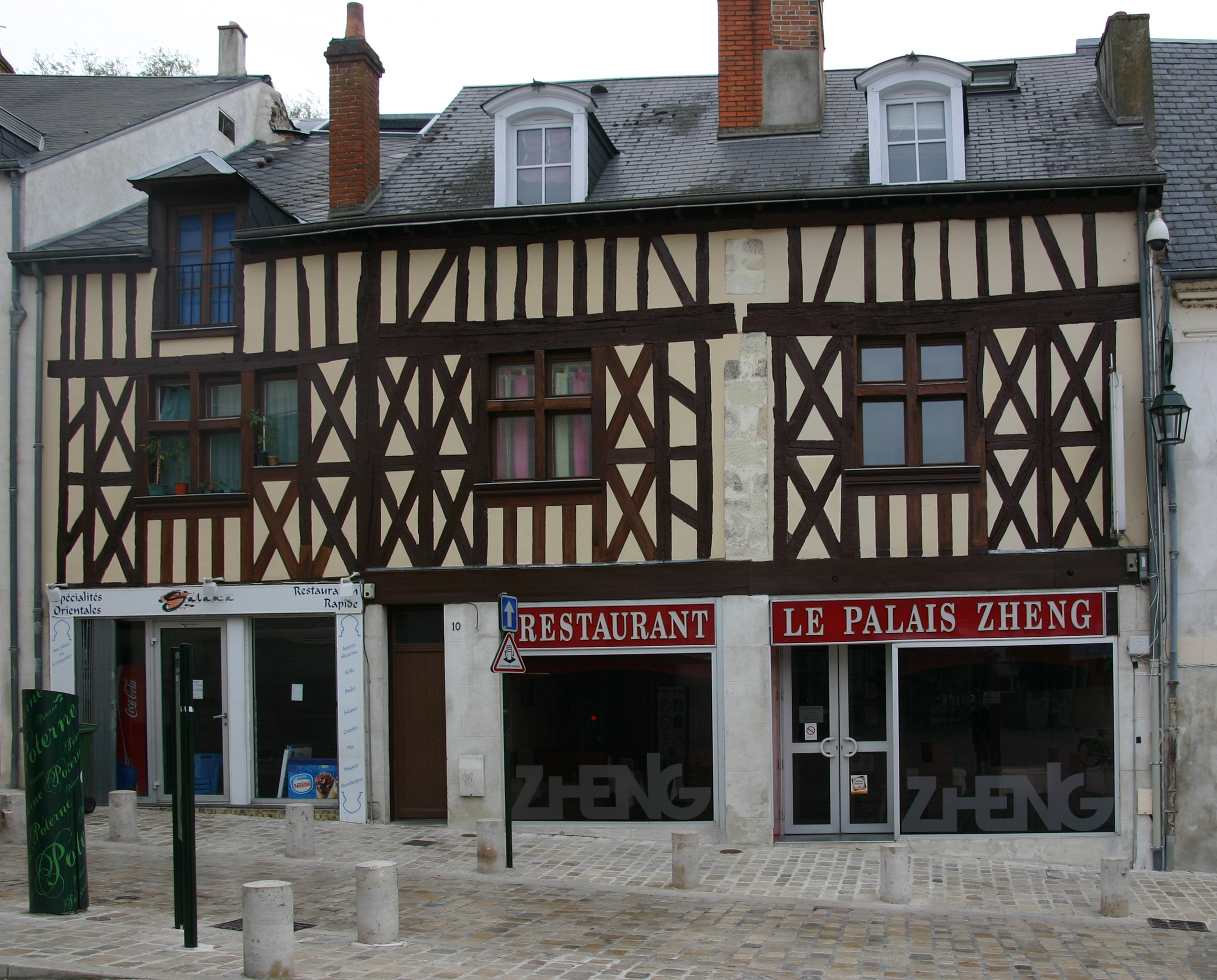
Maison à colombages.
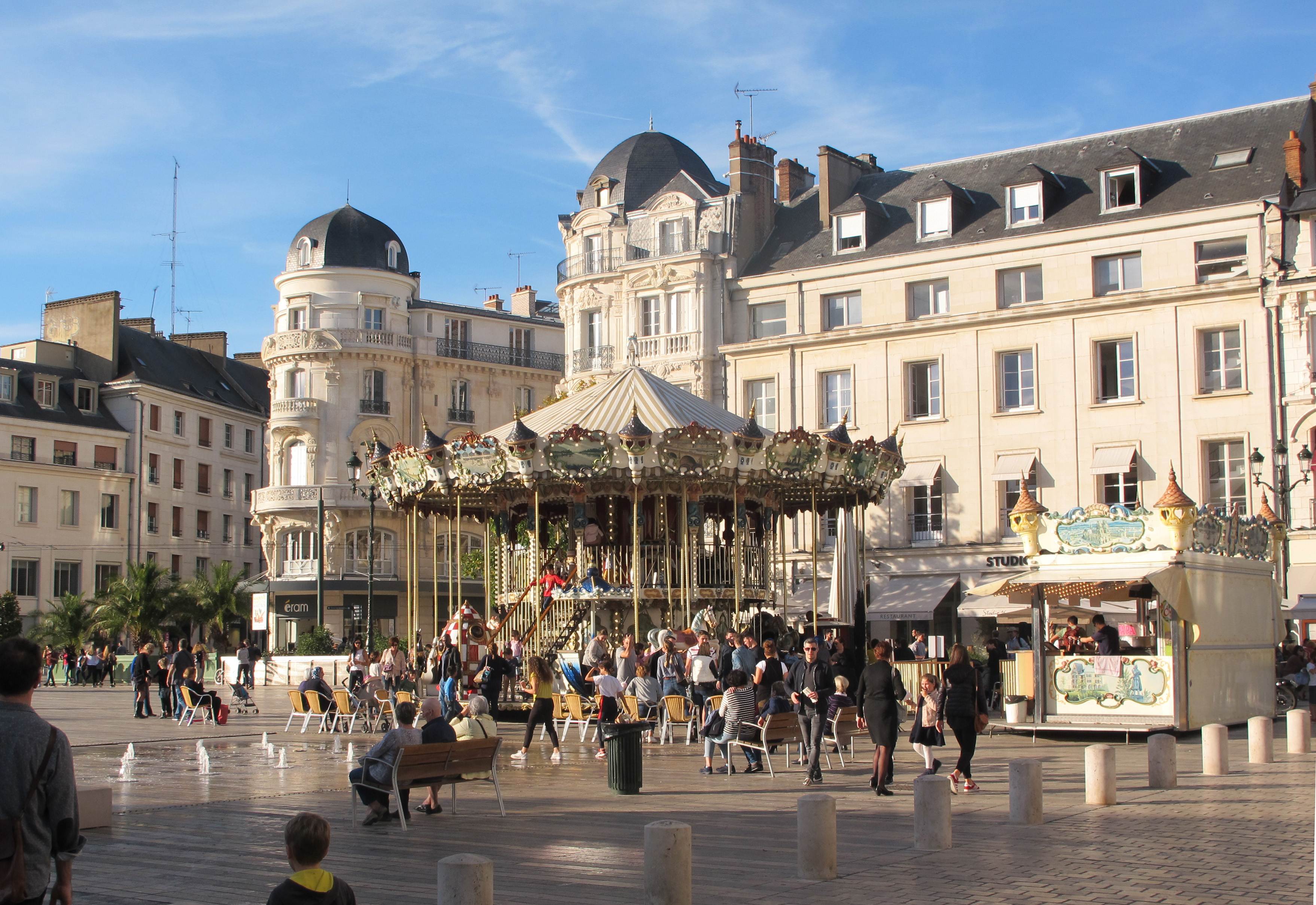
Place du Martroi.